# Rhuidean
Rhuidean is een stad uit de boekencyclus Het Rad des Tijds van de schrijver Robert Jordan.
Rhuidean is een (tot voor kort verlaten) stad die diep in de Aielwoestijn ligt en enkele honderden jaren na het Breken van de Wereld gebouwd is door de Jenn Aiel. De infrastructuur en het ontwerp van de stad was oorspronkelijk geïnspireerd op de herinnering aan de steden voor het Breken; Brede lanen, hoge en prachtige gebouwen kenmerken Rhuidean. In het centrum van Rhuidean staat de nog enig levende chora-boom: Avendesora. Rhuidean wordt beschermd door diverse werktuigen van de Ene Kracht om de stad tegen ongewenste buitenstaanders te verdedigen
De stad werd nooit afgebouwd, doordat de Jenn Aiel uitstierven. In "De Komst van de Schaduw" is Rhuidean de plaats waar de Aiel hun toekomstige stamhoofden en wijzen naartoe sturen voor een beproeving. 
Stamhoofden dienen door glazen zuilen te lopen, waar zij de geschiedenis en de afkomst van de Aiel te zien krijgen. Indien deze geschiedenis door het toekomstig stamhoofd geaccepteerd wordt, krijgt hij een merkteken. Toekomstige Wijzen dienen door een ter'angreaal te lopen, waarna zij door de glazen zuilen moeten lopen. De Aiel-voorspelling zegt dat de car'a'carn, het hoofd der hoofden, ook in Rhuidean getekend zal worden.
Buitenstaanders hebben Rhuidean nog nooit betreden. Op het betreden van het gebied rondom Rhuidean door een niet-Aiel staat de doodstraf. Nadat Rhand Altor Rhuidean heeft betreden, zorgde hij ervoor dat het gebied aan een nieuw aangelegd meer ligt. Hierdoor gingen de Aiel Rhuidean bewonen.